# Прапор Сухопутних військ України
Прапор Сухопутних військ Збройних Сил України затвержено Указом Президента України від 20 червня 2006 року № 551/2006.

## Стандартизація розміру та кольору
Прапор Збройних Сил України являє собою прямокутне полотнище малинового кольору зі співвідношенням сторін 2:3. 
|             | Малиновий                  | Жовтий                     | Синій                       |
| ----------- | -------------------------- | -------------------------- | --------------------------- |
| RGB         | 229, 9, 127                | 248, 243, 5                | 0, 23, 136                  |
| Hexadecimal | E5097F                     | F8F305                     | 001788                      |
| CMYK        | 0, 96, 45, 10              | 0, 2, 98, 3                | 100, 83, 0, 47              |
| Pantone     | Pantone Solid Coated 219 C | Pantone Solid Coated 388 C | Pantone Solid Coated 2371 C |

## Опис
У центрі полотнища розміщено зображення емблеми Збройних Сил України. Висота емблеми становить 4/5 висоти полотнища. Емблема Збройних Сил України являє собою прямий рівносторонній хрест із розбіжними сторонами малинового кольору, в центрі якого у круглому медальйоні синього кольору вміщено зображення Знака Княжої Держави Володимира Великого. Висота медальйона становить 2/5 висоти хреста. Пружки хреста і медальйона - золоті.
Обидві сторони полотнища ідентичні.

## Джерело
- Указ Президента України «Про символіку, яка використовується у Збройних Силах України» [Архівовано 12 липня 2016 у Wayback Machine.]